# Saint-Jean-de-la-Porte
Saint-Jean-de-la-Porte is een gemeente in het Franse departement Savoie (regio Auvergne-Rhône-Alpes) en telt 827 inwoners (1999). De plaats maakt deel uit van het arrondissement Chambéry.

## Geografie
De oppervlakte van Saint-Jean-de-la-Porte bedraagt 16,2 km², de bevolkingsdichtheid is 51,0 inwoners per km².
De onderstaande kaart toont de ligging van Saint-Jean-de-la-Porte met de belangrijkste infrastructuur en aangrenzende gemeenten.

## Demografie
Onderstaande figuur toont het verloop van het inwonertal (bron: INSEE-tellingen).